# 7007 Timjull
7007 Timjull eller 1981 EK34 är en asteroid i huvudbältet som upptäcktes den 2 mars 1981 av den amerikanska astronomen Schelte J. Bus vid Siding Spring-observatoriet. Den är uppkallad efter amerikanen A. J. Timothy Jull.
Den tillhör asteroidgruppen Massalia.